# Miranda Sings
Miranda Sings, pseudoniem van zangeres en comédienne Colleen Ballinger (Santa Barbara (Californië), 21 november 1986), is een Amerikaans YouTube-personage.

## Carrière
In 2008 zette Ballinger haar eerste Miranda Sings-filmpje online, met de intentie om wat vrienden en familie aan het lachen te krijgen. Het filmpje, en alle filmpjes die volgden, kregen zoveel aanhang dat ze hiermee door is gegaan. In de filmpjes zingt het personage opzettelijk liedjes op een valse manier en speelt ze een egoïstisch, narcistisch typetje.
Ze bracht een humoristisch boek uit onder de titel Selp Helf op 21 juli 2015. Op 10 juli 2018 bracht ze haar tweede boek uit, My Diarrhe. Ook heeft ze een eigen app, Miranda Sings vs Haters.
Ze heeft ook een eigen serie op Netflix: Haters Back Off. Het eerste seizoen werd uitgebracht op 14 oktober 2016, het tweede op 20 oktober 2017. Elk seizoen bedraagt 8 afleveringen die elk ongeveer een halfuur duren. In december 2017 heeft Netflix enige verdere productie van de serie afgelast. In 2018 verscheen ze in het derde seizoen de webserie Escape the Night van Joey Graceffa als "The Disco Dancer". In 2019 deed ze weer mee in het vierde seizoen als "The Duchess", de hertogin. In 2019 maakte ze haar debuut op het Broadwaytheater in de musical Waitress, als "Dawn".
Medio 2023 kwam ze onder vuur te liggen nadat naar buiten kwam dat zij zich in het verleden schuldig had gemaakt aan het groomen van minderjarigen. Hierop bood ze publiekelijk haar excuses aan door op YouTube een excuusfilmpje te plaatsen waarin ze het zelfgeschreven liedje Toxic Gossip Train zingt en ukelele speelt. De video werd door velen gezien als 'de slechtste excuusvideo ooit'.

## Privé
Ballinger is de dochter van een sales manager. Ze ging naar de San Marcos High School en studeerde in 2008 af aan de Azusa Pacific University, waar ze vocale prestaties studeerde. Ze heeft twee oudere broers en een jongere zus.

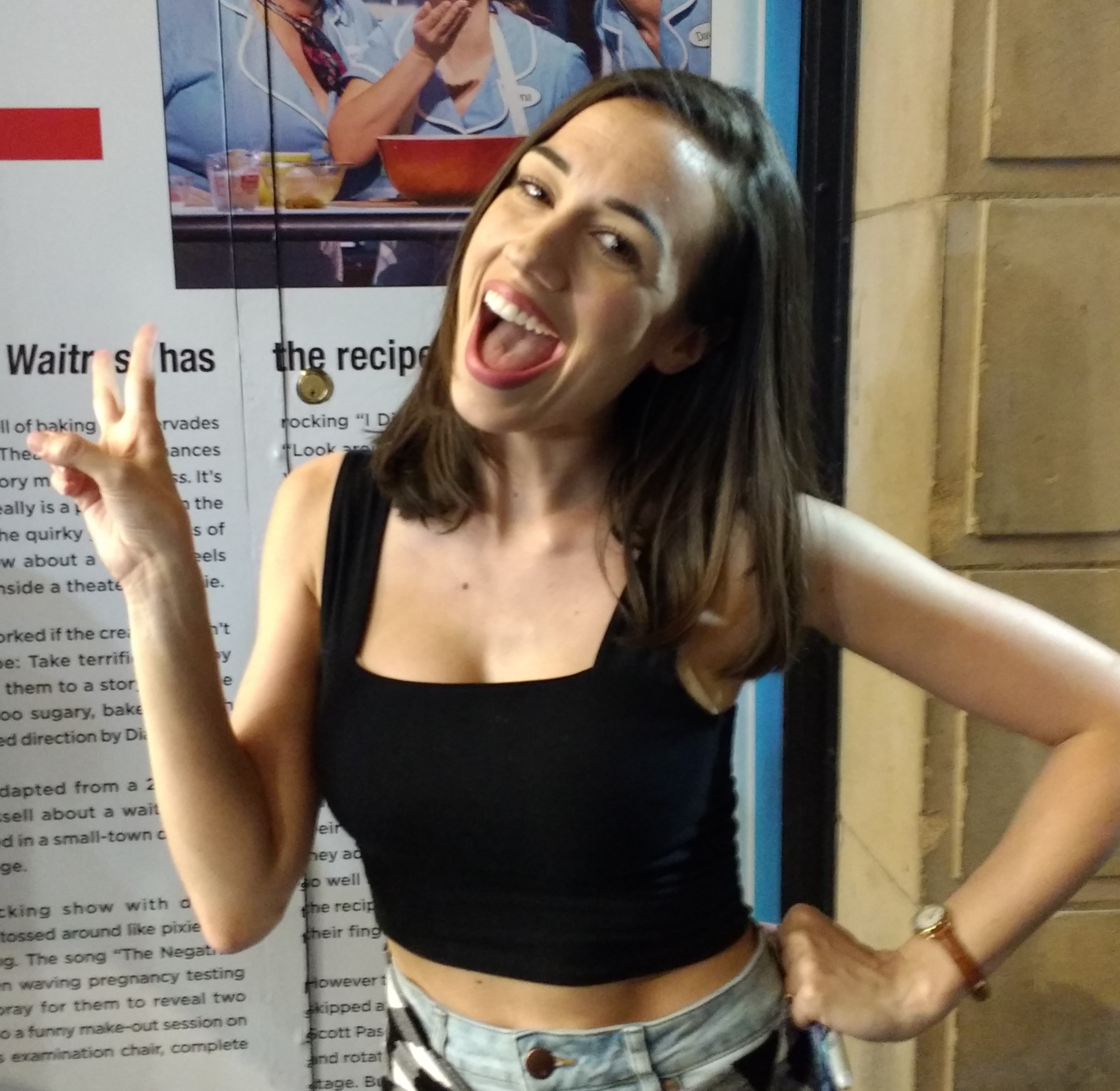
Colleen Ballinger in 2019

In 2014 verloofden Ballinger en zanger/youtuber Joshua David Evans zich. Ze trouwden in Californië op 2 juli 2015. Op 30 september 2016 werd door Colleen bekendgemaakt dat zij en haar man gingen scheiden. Op 7 juni 2018 maakte ze bekend dat ze een relatie heeft met acteur Erik Stocklin. Op 29 juni van hetzelfde jaar liet ze weten dat ze verloofd was met hem en dat ze in verwachting was. In november dat jaar trouwden ze, waarna ze in december beviel van haar zoon. In november 2021 kregen ze een tweeling.

## Prijzen en nominaties
| Jaar | Prijs                  | Categorie                                    | Resultaat   |
| ---- | ---------------------- | -------------------------------------------- | ----------- |
| 2014 | Teen Choice Awards     | Choice Web Star: Comedy                      | Genomineerd |
| 2015 | Teen Choice Awards     | Choice Web Star: Comedy                      | Gewonnen    |
| 2015 | Teen Choice Awards     | Performance Awards: Best Actress             | Gewonnen    |
| 2015 | Streamy Awards         | Best Actress                                 | Gewonnen    |
| 2015 | Streamy Awards         | Channels, Series or Shows: Comedy            | Genomineerd |
| 2016 | People's Choice Awards | Favorite YouTube Star                        | Genomineerd |
| 2016 | Shorty Awards          | YouTube Comedian                             | Genomineerd |
| 2016 | Teen Choice Awards     | Choice Web Star: Female                      | Genomineerd |
| 2016 | Teen Choice Awards     | Choice Web Star: Comedy                      | Genomineerd |
| 2016 | Streamy Awards         | Best Comedy Series                           | Genomineerd |
| 2016 | Streamy Awards         | Audience Choice Best Show of the Year        | Genomineerd |
| 2017 | Shorty Awards          | YouTuber of the Year                         | Genomineerd |
| 2017 | Teen Choice Awards     | Choice Comedy Web Star                       | Genomineerd |
| 2018 | Kids' Choice Awards    | Favorite Funny YouTube Creator               | Genomineerd |
| 2018 | Teen Choice Awards     | Choice Comedy Web Star                       | Genomineerd |
| 2018 | Streamy Awards         | Collaboration: Miranda Sings and Sofie Dossi | Genomineerd |
| 2019 | Shorty Awards          | Youtuber of the Year                         | Genomineerd |
| 2019 | People's Choice Awards | Comedy Act of 2019                           | Genomineerd |